# Chedly Ayari
Chedly Ayari (Tunisi, 21 agosto 1933 – Tunisi, 28 gennaio 2021) è stato un politico, economista e banchiere tunisino.

## Biografia
Fu Ministro della Gioventù e dello Sport (12 giugno 1970 – 6 novembre 1970), Ministro dell'Istruzione (12 giugno 1970 – 29 ottobre 1971), Ministro delle Finanze (22 marzo 1972 – 25 settembre 1974). Dal 24 luglio 2012 al 16 febbraio 2018 fu Direttore della Banca Centrale della Tunisia.
Ayari è morto nel 2021 all'età di 87 anni per complicazioni da COVID-19.